# Kiel
Bài này viết về thành phố Kiel. về các nghĩa khác của Kiel đọc Kiel (định hướng)
Kiel là thủ phủ của tiểu bang Schleswig-Holstein, Đức, nằm cạnh biển Baltic. Kiel là thành phố lớn nhất của tiểu bang và ngoài ra cũng là một thành phố có trường đại học với nhiều truyền thống và có nhiều quan hệ với ngành hàng hải trong các lãnh vực hải quân, đóng tàu, thuyền buồm và nghiên cứu biển. Thành phố lớn gần đó là Hamburg, khoảng 90 km về phía nam.
Kiel (tiếng Đức: [kiːl] ⓘ) là thủ phủ và thành phố đông dân nhất của bang Schleswig-Holstein phía bắc nước Đức, với dân số 249.023 người (2016).
Kiel nằm cách Hamburg khoảng 90 kilômét (56 mi) về phía bắc. Do vị trí địa lý của nó nằm ở phía bắc nước Đức, phía đông nam của bán đảo Jutland và phía tây nam bờ Biển Baltic, Kiel đã trở thành một trong những trung tâm hàng hàng chính của Đức. Ví dụ, thành phố này được biết đến với nhiều sự kiện đi thuyền buồm quốc tế, bao gồm Kiel Week diễn ra hàng năm, là sự kiện đi thuyền buồm lớn nhất thế giới. Cuộc đua thuyền buồm Thế vận hội năm 1936 và 1972 được tổ chức tại Vịnh Kiel.
Kiel cũng là một trong những trụ sở truyền thống của hạm đội biển Baltic của Hải quân Đức, và đang tiếp tục trở thành một trung tâm đóng tàu công nghệ cao lớn. Ở Kiel còn có Trung tâm Nghiên cứu Đại dương GEOMAR Helmholtz Kiel tại Đại học Kiel. Kiel là một trung tâm trung chuyển vận tải biển quan trọng, nhờ có vị trí của nó tại Vịnh hẹp Kiel (Kieler Förde) và đường sông nhân tạo lớn nhất thế giới, kênh đào Kiel (Nord-Ostsee-Kanal). Một số phà trở khách của Thụy Điển, Na Uy, Litva và các quốc gia khác vận hành từ đây, ngày nay Cảng Kiel là một cảng tàu khách du lịch quan trọng tại Biển Baltic.
Lịch sử được ghi lại của Kiel bắt đầu từ thế kỷ tứ 13. Cho tới năm 1864 nó được quản lý bởi Đan Mạch trong liên minh cá nhân. Năm 1866 thành phố này bị sáp nhật bởi Vương quốc Phổ và năm 1871 nó trở thành một phần của nước Đức.
Kiel là một trong những thành phố thành lập Giải Thủ đô Xanh Châu Âu năm 2006. Năm 2005 GDP trên đầu người của Kiel là 35.618 €, cao hơn nhiều so với trung bình quốc gia của Đức, và bằng 159% so với trung bình của Liên minh Châu Âu.
Thành phố này là trụ sở của Đại học Kiel (thành lập năm 1665).

## Địa lý
Kiel nằm bên vịnh Kiel là một thành phố cảng nước sâu thuộc biển Baltic.

### Các vùng lân cận
Các vùng lân cận giáp Kiel là huyện Plön, huyện Rendsburg-Eckernförde và gần với thành phố Neumünster.

### Phân chia thành phố
Thành phố được chia thành 30 phường.

Phân cấp hành chính Kiel

### Khí hậu
Kiel có khí hậu đại dương (Cfb trong phân loại khí hậu Koeppen).
| Dữ liệu khí hậu của Kiel          | Dữ liệu khí hậu của Kiel | Dữ liệu khí hậu của Kiel | Dữ liệu khí hậu của Kiel | Dữ liệu khí hậu của Kiel | Dữ liệu khí hậu của Kiel | Dữ liệu khí hậu của Kiel | Dữ liệu khí hậu của Kiel | Dữ liệu khí hậu của Kiel | Dữ liệu khí hậu của Kiel | Dữ liệu khí hậu của Kiel | Dữ liệu khí hậu của Kiel | Dữ liệu khí hậu của Kiel | Dữ liệu khí hậu của Kiel |
| Tháng                             | 1                        | 2                        | 3                        | 4                        | 5                        | 6                        | 7                        | 8                        | 9                        | 10                       | 11                       | 12                       | Năm                      |
| --------------------------------- | ------------------------ | ------------------------ | ------------------------ | ------------------------ | ------------------------ | ------------------------ | ------------------------ | ------------------------ | ------------------------ | ------------------------ | ------------------------ | ------------------------ | ------------------------ |
| Cao kỉ lục °C (°F)                | 13.4 (56.1)              | 16.0 (60.8)              | 21.4 (70.5)              | 29.3 (84.7)              | 33.5 (92.3)              | 34.4 (93.9)              | 34.2 (93.6)              | 35.0 (95.0)              | 30.1 (86.2)              | 25.2 (77.4)              | 19.5 (67.1)              | 14.8 (58.6)              | 35.0 (95.0)              |
| Trung bình ngày tối đa °C (°F)    | 2 (36)                   | 3 (37)                   | 6 (43)                   | 11 (52)                  | 16 (61)                  | 20 (68)                  | 21 (70)                  | 21 (70)                  | 18 (64)                  | 13 (55)                  | 8 (46)                   | 4 (39)                   | 12 (53)                  |
| Trung bình ngày °C (°F)           | 0.7 (33.3)               | 1.0 (33.8)               | 3.3 (37.9)               | 6.7 (44.1)               | 11.5 (52.7)              | 15.1 (59.2)              | 16.3 (61.3)              | 16.3 (61.3)              | 13.3 (55.9)              | 9.7 (49.5)               | 5.3 (41.5)               | 2.1 (35.8)               | 8.4 (47.2)               |
| Tối thiểu trung bình ngày °C (°F) | −2 (28)                  | −2 (28)                  | 0 (32)                   | 3 (37)                   | 7 (45)                   | 11 (52)                  | 12 (54)                  | 12 (54)                  | 10 (50)                  | 7 (45)                   | 3 (37)                   | 0 (32)                   | 5 (41)                   |
| Thấp kỉ lục °C (°F)               | −20.8 (−5.4)             | −24.8 (−12.6)            | −14.5 (5.9)              | −6.9 (19.6)              | −3.0 (26.6)              | 1.6 (34.9)               | 4.3 (39.7)               | 4.7 (40.5)               | 0.6 (33.1)               | −6.2 (20.8)              | −12.0 (10.4)             | −15.1 (4.8)              | −24.8 (−12.6)            |
| Lượng mưa trung bình mm (inches)  | 65 (2.6)                 | 40 (1.6)                 | 54 (2.1)                 | 52 (2.0)                 | 57 (2.2)                 | 69 (2.7)                 | 79 (3.1)                 | 69 (2.7)                 | 66 (2.6)                 | 67 (2.6)                 | 86 (3.4)                 | 74 (2.9)                 | 778 (30.5)               |
| Số ngày mưa trung bình (≥ 1.0 mm) | 18                       | 15                       | 13                       | 14                       | 12                       | 14                       | 15                       | 16                       | 15                       | 17                       | 18                       | 18                       | 185                      |
| Độ ẩm tương đối trung bình (%)    | 87                       | 84                       | 81                       | 77                       | 74                       | 74                       | 76                       | 78                       | 81                       | 85                       | 86                       | 87                       | 81                       |
| Số giờ nắng trung bình tháng      | 38.5                     | 64.4                     | 106.4                    | 171.1                    | 230.2                    | 237.1                    | 218.7                    | 220.4                    | 150.5                    | 102.3                    | 52.0                     | 34.9                     | 1.626,5                  |
| Nguồn: DWD; wetterkontor.de;      |                          |                          |                          |                          |                          |                          |                          |                          |                          |                          |                          |                          |                          |

## Lịch sử

### Thời kì Trung Cổ
Kiel được thành lập khoảng giữa các năm 1233-1242 bởi Adolf Count IV.

### Tên
Tên thành phố ban đầu là Holstenstadt tom Kyle (thành phố Holsten bên bờ vịnh). Chữ i trong tên cũ là một i dài đã được rút ngắn để tom Kyle và cuối cùng thành Kiel.

### Thời kì đầu
Các cuộc cải cách bắt đầu ở Kiel từ năm 1526, một người Kiel là con trai Marquard Schuldorp, người đã theo học Martin Luther tại Wittenberg.Năm 1527 vua Friedrich đã mời Hofmann Melchior như là một giáo sư để đến Kiel. Hofmann của học thuyếtTiệc Thánh. Năm 1529 Hofmann và những người ủng hộ ông sau đó bị trục xuất khỏi đất nước. Tu viện thánh Phanxicô đã bị giải thể.
Trong thời gian thế kỉ 16 và đầu thế kỷ 17 đã xuất hiện những công tước để cai trị một số thành phố lớn trong giai đoạn này, một trong số thành phố đó là Kiel, khi bắt đầu sự cai trị của Công tước Friedrich III, một lời thề đặc biệt của lòng trung thành được đặt ra.

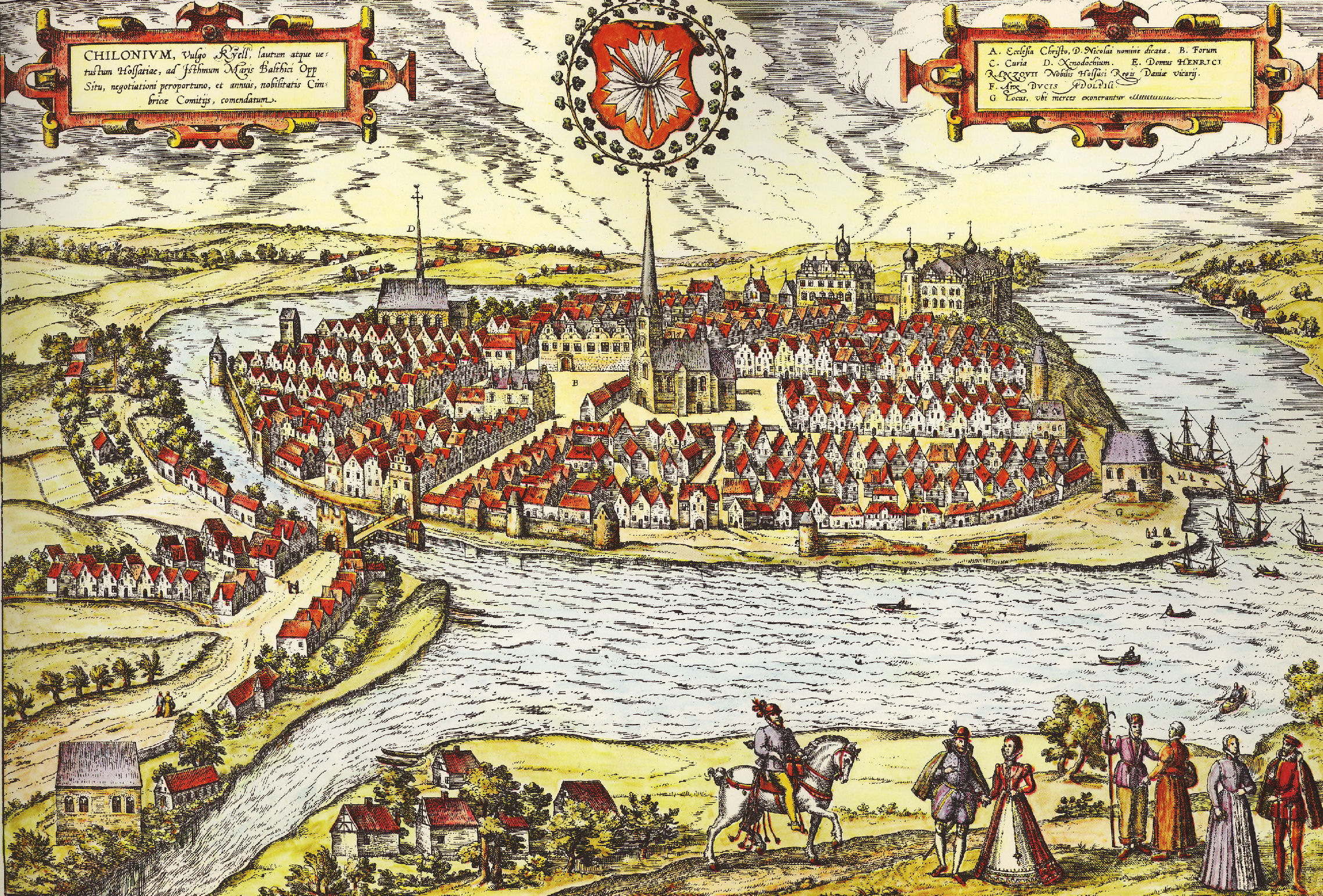
Thành phố Kiel vào khoảng thế kỉ 17.Chính giữa là nhà thờ thánh Nicolas.Thành phố được bao quanh bởi các sông đào ngày nay là Kleiner Kiel và Boothafen

## Quan hệ quốc tế

### Thành phố kết nghĩa
Kiel kết nghĩa với:
| - Brest, Pháp (1964) - Coventry, Anh Quốc (1947) - Gdynia, Ba Lan (1985) - Kaliningrad, Nga (1992) | - San Francisco, Mỹ (2017) - Sovetsk, Nga (1992) - Stralsund, Đức (1987) - Tallinn, Estonia (1986) | - Vaasa, Phần Lan (1967) - Samsun, Thổ Nhĩ Kỳ (2010) - Antakya, Thổ Nhĩ Kỳ (2012) - Moshi Rural, Tanzania (2009) |